# Calliostoma benedicti
Calliostoma benedicti är en snäckart som beskrevs av Dall 1889. Calliostoma benedicti ingår i släktet Calliostoma och familjen Calliostomatidae. Inga underarter finns listade i Catalogue of Life.